# Sinagoga Garnethill di Glasgow
La sinagoga Garnethill di Glasgow, costruita tra il 1879 e il 1881, è la principale sinagoga di Glasgow e dell'intera Scozia.

## La costruzione
La sinagoga Garnethill, così chiamata dal quartiere di Glasgow dove sorge, fu il primo edificio sinagogale ad essere edificato in Scozia.
Il progetto fu affidato agli architetti John McLeod e Nathan S. Joseph. La costruzione fu completata tra il 1879 e il 1981.
L'esterno dell'edificio è in stile neoromanico; la facciata è occupata quasi interamente dal grande portale.
All'interno prevale invece uno stile neobizantino nell'impianto basilicale con i matronei posti sulle navate laterali e sulla parete di ingresso, sorretti da colonne. Il soffitto presenta una grande volta a botte a cassettoni. Particolarmente degna di nota è l'arca monumentale, progettata da Nathan, che ricorda da vicino l'Arca da lui progettata per la sinagoga New West End di Londra.